# 百善镇 (北京市)
百善镇是中国北京市昌平区下辖的一个镇，位于燕山山脉山脚，邻京密引水渠、温榆河，北京六环路贯穿全镇。

## 行政区划
百善镇下辖以下村级单位：
百善村、吕各庄村、半壁街村、下东廓村、上东廓村、牛房圈村、二德庄村、东沙屯村、孟祖村、良各庄村、狮子营村、泥洼村和钟家营村。